# Cile ai XXIV Giochi olimpici invernali
Il Cile ha partecipato ai XXIV Giochi olimpici invernali, che si sono svolti dal 4 al 20 febbraio 2022 a Pechino in Cina, con una delegazione composta da 4 atleti.

## Delegazione
| Sport        | Uomini | Donne | Totale |
| ------------ | ------ | ----- | ------ |
| Freestyle    | -      | 1     | 1      |
| Sci alpino   | 1      | 1     | 2      |
| Sci di fondo | 1      | -     | 1      |
| Totale       | 2      | 2     | 4      |

## Risultati

### Freestyle
| Atleta          | Evento               | Qualificazioni | Qualificazioni | Qualificazioni | Qualificazioni  | Qualificazioni | Finale          | Finale          | Finale          | Finale          | Finale          |
| Atleta          | Evento               | Run 1          | Run 2          | Run 3          | Totale/migliore | Posizione      | Run 1           | Run 2           | Run 3           | Totale/migliore | Posizione       |
| --------------- | -------------------- | -------------- | -------------- | -------------- | --------------- | -------------- | --------------- | --------------- | --------------- | --------------- | --------------- |
| Dominique Ohaco | Big air femminile    | 60.25          | 11.25          | 66.25          | 126.50          | 16ª            | Non qualificata | Non qualificata | Non qualificata | Non qualificata | Non qualificata |
| Dominique Ohaco | Slopestyle femminile | 17.28          | 44.85          | N.D.           | 44.85           | 22ª            | Non qualificata | Non qualificata | Non qualificata | Non qualificata | Non qualificata |

### Sci alpino
Maschile
| Atleta           | Evento         | Tempo     | Tempo     | Tempo   | Posizione |
| Atleta           | Evento         | 1ª manche | 2ª manche | Totale  | Posizione |
| ---------------- | -------------- | --------- | --------- | ------- | --------- |
| Henrik von Appen | Combinata      | 1'46"51   | DNF       | DNF     | DNF       |
| Henrik von Appen | Discesa libera | 1'47"69   | 1'47"69   | 1'47"69 | 32º       |
| Henrik von Appen | Supergigante   | 1'23"55   | 1'23"55   | 1'23"55 | 27º       |

Femminile
| Atleta          | Evento          | Tempo     | Tempo     | Tempo   | Posizione |
| Atleta          | Evento          | 1ª manche | 2ª manche | Totale  | Posizione |
| --------------- | --------------- | --------- | --------- | ------- | --------- |
| Emilia Aramburo | Slalom gigante  | 1'07"71   | 1'08"61   | 2'16"32 | 42ª       |
| Emilia Aramburo | Slalom speciale | DNF       | DNF       | DNF     | DNF       |

### Sci di fondo
| Atleta             | Evento         | Totale  | Totale   | Totale    |
| Atleta             | Evento         | Tempo   | Distacco | Posizione |
| ------------------ | -------------- | ------- | -------- | --------- |
| Yonathan Fernández | 15 km maschile | 50'36"6 | +12'41"8 | 91º       |